# Macrovipera schweizeri
Vipère des Cyclades, Vipère de Milos
Espèce
Synonymes
- Vipera lebetina schweizeri Werner, 1935
- Vipera lebetina siphnensis Wettstein, 1952
- Vipera schweizeri Werner, 1935

Statut de conservation UICN

 EN B1ab(iii,v) : En danger
Macrovipera schweizeri ou Macrovipera lebetina schweizeri, aussi appelée en français Vipère de Milos ou Vipère des Cyclades, est une espèce ou une sous-espèce de serpents de la famille des Viperidae endémique des Cyclades occidentales en Grèce. C'est un serpent atteignant en général de 50 à 70 cm, avec une tête plutôt arrondie, aux iris fendus verticalement, et aux écailles assez grosses et carénées. Sa couleur est assez variable, en général une base de brun pour les femelles et de gris pour les males, avec des motifs peu contrastés, et certains individus sont unicolores brun-marron. Elle se rencontre du niveau de la mer à 400 m d'altitude et elle fréquente les terres cultivées, les coteaux ensoleillés, les maquis et les zones à végétation dense pourvues en rochers, avec une préférence pour la proximité de cours d'eau. Ce reptile diurne devient nocturne durant la saison chaude et se nourrit principalement de mammifères, mais aussi de serpents et d'oiseaux, ces derniers capturés en se perchant dans les buissons lors du passage des migrations, au printemps et en automne. C'est la seule vipère ovipare d'Europe, les femelles pondant de 4 à 11 œufs qui éclosent au bout de 5 à 7 semaines pour donner naissance à des vipéreaux d'une quarantaine de centimètres. L'espèce est classée « En danger » par l'UICN à cause du peu d'individus restant (moins de 3 000 à 10 000, selon les sources), la dégradation de son environnement et le nombre élevé d'individus tués sur les routes.
Sa position taxonomique est toujours débattue par les études les plus récentes. Après avoir longtemps été considérée comme une espèce à part entière, elle est aujourd'hui considérée à nouveau plutôt comme une sous-espèce de la vipère lébétine,.

## Description

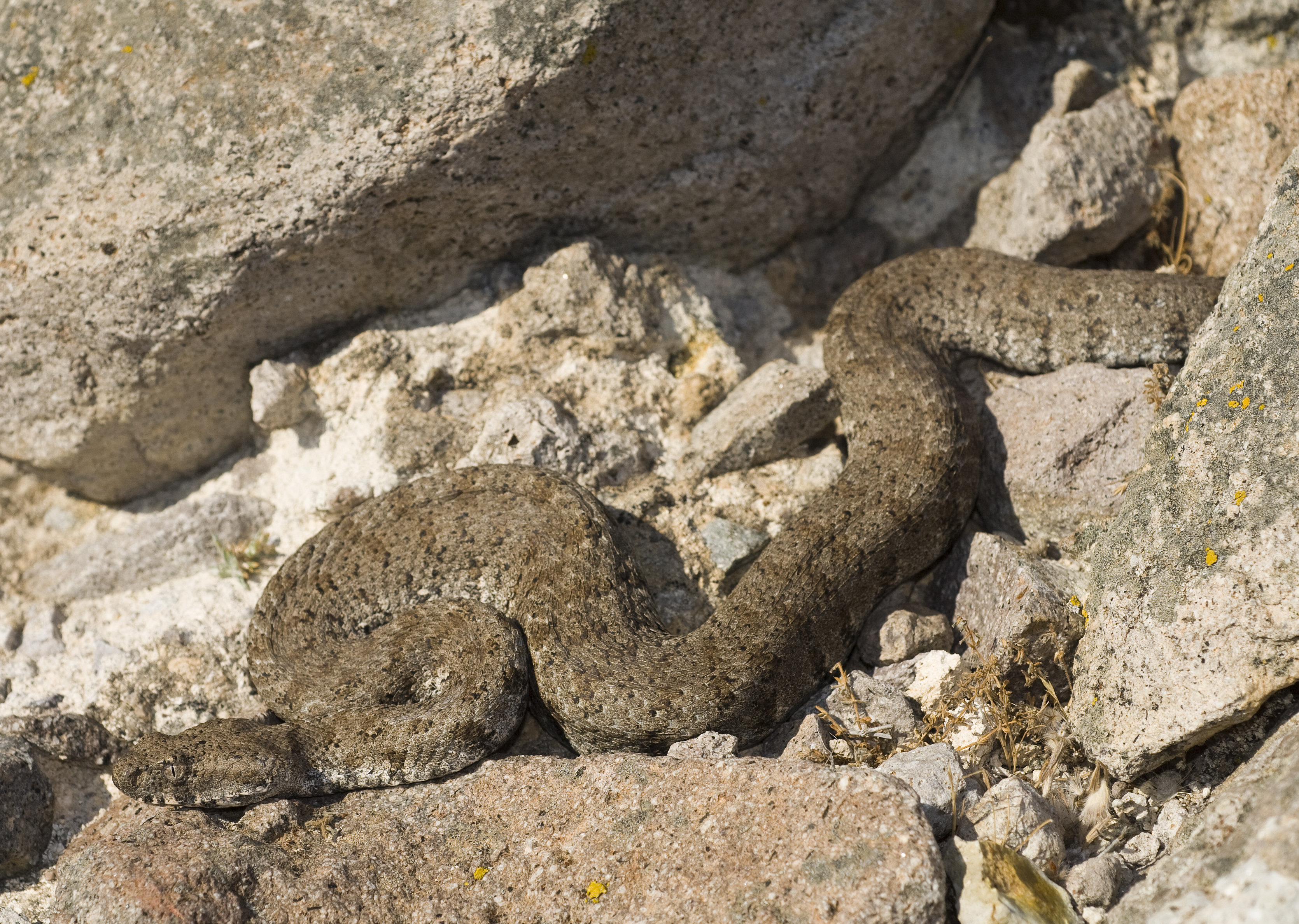
Macrovipera schweizeri

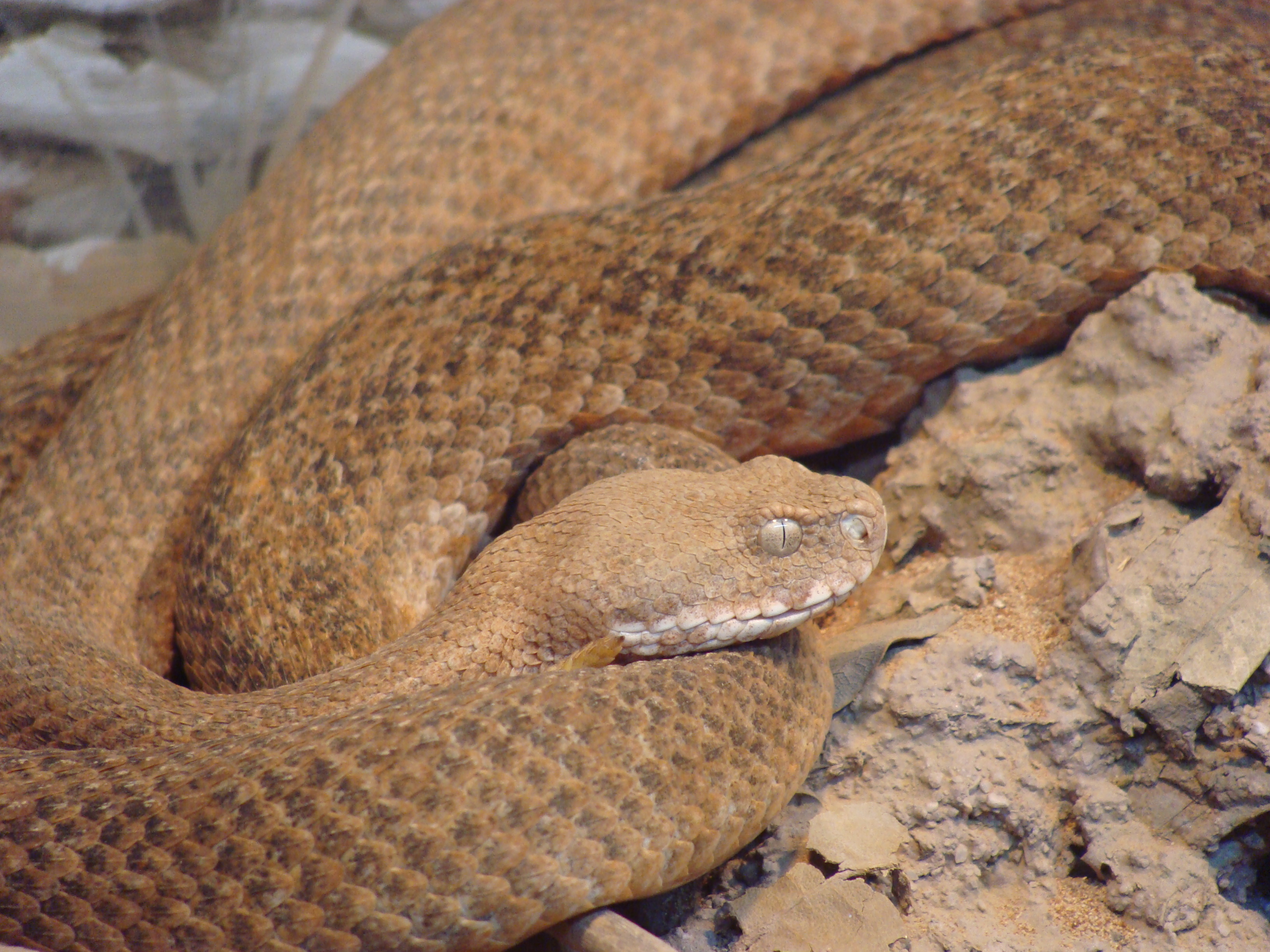
Macrovipera schweizeri

C'est un serpent venimeux qui peut atteindre environ 1 m mais fait plutôt entre 50 et 70 cm. La tête est plutôt arrondie (pour une vipère), et ce reptile ne présente pas de grandes écailles sur le dos ou sur la tête − contrairenent à de nombreuses autres espèces de vipères. Les yeux sont assez grands, avec une pupille fendue verticalement, et un iris de couleur beige. Les écailles sont assez grosses, carénées.
La coloration de cette espèce est très variable, mais en général avec des motifs ternes, peu contrastés. Les femelles sont souvent dans les tons bruns, alors que les mâles sont plutôt dans les tons gris, et plus clairs − et généralement plus contrastés que les femelles. Chez les deux sexes la coloration est plus vive et plus claire au printemps et devient plus terne durant l'été. Elle présente généralement quatre rangées de taches, les deux centrales se rejoignant sur le dos chez les adultes. La face ventrale est claire avec des points plus sombres, tirant parfois sur le jaune vers la queue. Il existe des individus quasiment unicolores, en général brun-marron.

Les juvéniles sont généralement gris-bleu avec des taches vert olive sur le dos.

## Répartition et habitat
Cette espèce est endémique des Cyclades occidentales en Grèce. Elle se rencontre sur les îles de Milos, de Sifnos, de Kimolos et à Polyaigos.
Sa présence à Polyaigos est incertaine et d'anciens relevés font également part de sa présence sur les îles de Kythnos et de Antimilos.
Elle se rencontre du niveau de la mer jusqu'à environ 400 m d'altitude et elle fréquente divers milieux tels que les terres cultivées, les coteaux ensoleillés, les maquis et les zones à végétation dense pourvues en rochers. Elle semble préférer les zones ensoleillées proches des cours d'eau mais peut aussi s'aventurer dans des zones marécageuses.

## Biologie et mœurs
C'est un serpent diurne la plupart du temps mais qui devient nocturne durant la saison chaude, du début de l'été à la mi-septembre.
Il se nourrit principalement de mammifères, mais aussi d'oiseaux et de serpents. Les oiseaux sont principalement attrapés durant le passage d'oiseaux migrateurs, pour lesquels il se perche dans les arbustes et les frappe lorsqu'ils se posent, lors des migrations qui ont lieu deux fois par an. Cette espèce consomme également des lézards (Podarcis milensis) et des coléoptères, mais principalement les juvéniles. Les oiseaux sont capturés près des points d'eau au printemps et dans les arbres à l'automne. En captivité cette espèce consomme à l'état adulte divers rongeurs et insectes, même si dans la nature aucun rongeur n'est présent sur leur aire de répartition.
Le territoire d'un mâle couvre de 10 à 20 ha (un peu moins pour les femelles), et un individu parcourt en moyenne une zone de près de 30 m. Dans des sites favorables (en exposition, nourriture…) on peut avoir jusqu'à 50 individus par kilomètre carré.

### Reproduction
C'est la seule vipère ovipare d'Europe. L'accouplement a lieu mi-mai et les femelles pondent de 4 à 11 œufs d'une longueur allant de 35 à 47 mm, dans lesquels l'embryon est déjà à un stade avancé de développement. Ils éclosent au bout de 5 à 7 semaines, et il nait à peu près autant de mâles que de femelles.
Les femelles se reproduisent en général une fois tous les deux ans.

## Venin
Le venin de cette vipère est dangereux pour l'Homme et peut entraîner la mort.

## Menaces et protection
Cette espèce est classée « En danger » (EN) sur la liste rouge de l'UICN. Elle est également classée en annexe II de la convention de Berne.
Il semble qu'il reste moins de 10 000 individus de cette espèce, dont les trois-quarts sur l'île de Milos.

Pour d'autres sources il resterait seulement environ 3 000 individus. Après plusieurs épisodes de déclins de population ces 30 dernières années il semble que la population restante soit stable, sans que cette stabilité n'indique que l'espèce ne soit plus « en danger ».
Les risques qui pèsent sur cette espèce semblent liés aux exploitations minières à ciel ouvert qui dégradent son habitat, et surtout au trafic routier intense qui relie ces exploitations conduisant à une fragmentation de l'habitat et à de nombreux individus écrasés sur les routes.
Des études montrent qu'il meurt chaque année entre 500 et 600 adultes à cause des destructions volontaires par l'Homme et des écrasements sur les routes.

## Confusions avec d'autres serpents
Elle peut ressembler à la Vipère ottomane mais s'en différencie par l'absence de grandes écailles sur la tête (en particulier supraoculaires) et l'absence d'un marquage contrasté sur la tête. C'est par ailleurs la seule espèce de vipère sur son aire de répartition.

## Taxinomie
Elle a été décrite pour la première fois comme une sous-espèce de Vipera lebetina (actuellement Macrovipera lebetina) sous le nom de Vipera lebetina schweizeri par Franz Werner en 1935. Elle a été élevée au rang d'espèce (sous le nom Vipera schweizeri) par Nilson & Andrén en 1988, et c'est en 1992 que Herrmann, Joger & Nilson l'ont déplacé dans le genre Macrovipera sous son nom actuel. Ce taxon semble isolée depuis le Pliocène et s'est adaptée à un régime centré sur les oiseaux migrateurs, principalement des passereaux.
Aucune sous-espèce n'est reconnue actuellement à l'intérieur de ce taxon. Il est parfois fait mention d'une sous-espèce Vipera lebetina siphnensis qui est considérée comme un synonyme de l'espèce.
Mais le rang d'espèce est toujours contesté par de nouvelles études qui en font à nouveau une sous-espèce de Macrovipera lebetina.

## Étymologie
L'épithète spécifique de cette espèce, schweizeri, est dédié à Hans Schweizer, herpétologiste allemand ayant étudié la faune herpétologique des Cyclades. Son nom vernaculaire vient de son aire unique de répartition, les Cyclades.

## Publication originale
- Franz Werner, 1935 : Reptilien der Ägäischen Inseln. Sitzungsberichte der Kaiserlichen Akademie der Wissenschaften in Wien, vol. 144, p. 81-117 lire en ligne.